# Berezlogi, Orhei
Berezlogi este satul de reședință al comunei cu același nume din raionul Orhei, Republica Moldova. Sătucul este o așezare pitorească cu dealuri cu plante domoale, cu podișuri și culmi întinse, cu văi si vâlcele.

## Etimologie
Denumirea satului Berezlogi provine de la cuvântul „bereza” din slava veche, cu referire copacii de mesteacăn ce creșteau aici.

## Istorie
Vatra satului este fragmentată în două parți de o râpă adâncă, prin fundul căreia curge un pârâu, numită Râpa Satului. Prima mențiune documentară a satului Berezlogi, cu numele de Bereza, apare într-un uric din 6 iunie 1436 de la domnii Moldovei Iliaș vodă și Ștefan.
„Un uric sârbesc de la măria sa Ilieș vodă și de la fratele mării sale, Ștefan vodă, pe 2 săliști: Porosiacica și Bereza.

La let 6944 <1436>, 6 iunie.”
Legenda spune că pe acest meleag întâmplător a nimerit un cioban - Berezlog, cu turma de mioare. Văzând pășuni mănoase, pământ roditor, hotărăște să rămână aici cu traiul. Altă legendă spune că cei care au pus plugul în brazda și au semănat, au construit primele case, clădind astfel temelia localității, au fost frații Ghera și Luca Vetrilă. 
Aici se întindeau iazuri, păduri, pășuni, livezi și vii. În 1772-1773 au fost înregistrate 19 case locuite de 19 familii: Arhirii zet Gherghiliu, Antohi Cerchez, Pricopi Doroș, Vasilachi Rața, Ștefan Streche, Ștefan Butnar, Moisau Hulba etc. in număr de 100 suflete birnice țarului.
O deosebită importanță spirituală o are biserica „Arhanghelul Mihail și Gavril”, construită 1896. Vestește celor ce intră în sat că aici locuiesc oameni cu credință față de Dumnezeu. Primul lăcaș sfânt a fost construit din lemn, cu timpul s-a dărâmat. Despre ființarea ei ne amintesc rămășitele cavoului familial al proprietarilor Alexandri, care se afla în incinta fostei biserici și o cruce masiva de fier. Alături de fosta biserică se afla primul cimitir, astăzi păstrând-se doar câteva pietre.
Berezlogenii cu sfințenie și mult drag păstrează unicul monument din Republica Moldova - Iuri Gagarin. În anii ’70 fiind unul din cei mai importanți oameni de pe planetă, in cinstea lui oamenii își numeau copiii și dădeau denumire străzilor, așa și în Berezlogi noul colhoz înființat a primit numele cosmonautului. Cu ajutorul Ambasadei Rusiei la Chișinău, a fost restaurat memorialul în cinstea eroilor celui de-al doilea război mondial și bustul lui Gagarin.
Astăzi populația berezlogenilor constituie 1720 persoane,727 gospodării și 911 familii.

## Personalități
- Andrei Smochină (n. 12.12.1946) - profesorul universitar, doctorul habilitat în drept, membru al primei comisii de redactare a Constituției Republicii Moldova.[4]
- Maria Dumitrescu (n. 23.07.1895 [Usinevici] - d.?) - cadru didactic, autor de studii istorice, medalia „Meritul Cultural” cl. II pentru străjerie; decorată „Răsplata Muncii” pentru învățământ, cl. I-a; „Coroana României” în gradul de cavaler.
- Tamara Ciobanu (n. 22.11.1914 – d. 23.10.1990) - celebra interpretă a cântecului popular, laureate al Premiului de Stat cu titlul onorific „Artist al poporului”. Școala din sat îi poartă și astăzi numele.